# 국제영화비평가연맹
국제영화비평가연맹(Fédération Internationale de la Presse Cinématographique, 줄여서 FIPRESCI)은 전세계의 전문영화비평가와, 영화기자, 각국의 단체로 구성된 조직으로, 영화문화의 발전 및 직업 이익의 보호를 위해 존재한다.

## FIPRESCI 수상자
- 아키 카우리스매키
- 아바스 키아로스타미
- 구로사와 아키라
- 안드레이 타르콥스키
- 안제이 바이다
- 바흐만 고바디
- 터르 벨러
- 베르트랑 보넬로
- 크리스티안 문지우
- 클레르 드니
- 자파르 파나히
- 장뤽 고다르
- 쥘리아 뒤쿠르노
- 김기덕 (1960년)
- 켄 로치
- 잉마르 베리만
- 로랑 캉테
- 이창동
- 마노엘 드 올리베이라
- 마르코 페레리
- 미하엘 하네케
- 마이클 무어
- 오바야시 노부히코
- 누리 빌게 제일란
- 오슨 웰스
- 폴 토머스 앤더슨
- 페드로 알모도바르
- 라이너 베르너 파스빈더
- 로버트 에거스
- 로만 폴란스키
- 사티야지트 레이
- 테런스 맬릭
- 테오 앙겔로풀로스
- 위젠마 보르후
- 베르너 헤어초크
- 우디 앨런
- 왕가위

## FIPRESCI 그랑프리
- 1985 - Faces of Women, Desiré Ecaré
- 1998 - 구멍 (1998년 영화), 차이밍량
- 1999 - 내 어머니의 모든 것, 페드로 알모도바르
- 2000 - 매그놀리아 (영화), 폴 토머스 앤더슨
- 2001 - 써클 (2000년 영화), 자파르 파나히
- 2002 - 과거가 없는 남자, 아키 카우리스매키
- 2003 - 우작, 누리 빌게 제일란
- 2004 - 아워 뮤직, 장뤽 고다르
- 2005 - 빈 집 (2004년 영화), 김기덕 (1960년)
- 2006 - 귀향 (2006년 영화), 페드로 알모도바르
- 2007 - 4개월, 3주... 그리고 2일, 크리스티안 문지우
- 2008 - 데어 윌 비 블러드, 폴 토머스 앤더슨
- 2009 - 하얀 리본, 미하엘 하네케
- 2010 - 유령 작가, 로만 폴란스키
- 2011 - 트리 오브 라이프, 테런스 맬릭
- 2012 - 아무르 (영화), 미하엘 하네케
- 2013 - 가장 따뜻한 색, 블루, 압둘라티프 케시시
- 2014 - 보이후드 (영화), 리처드 링클레이터
- 2015 - 매드 맥스: 분노의 도로, 조지 밀러 (영화 감독)
- 2016 - 토니 에르트만, 마렌 아데
- 2017 - 희망의 건너편, 아키 카우리스매키
- 2018 - 팬텀 스레드, 폴 토머스 앤더슨
- 2019 - 로마 (2018년 영화), 알폰소 쿠아론
- 2020 - 미수상
- 2021 - 노매드랜드, 클로이 자오
- 2022 - 드라이브 마이 카 (영화), 하마구치 류스케